# Smash Into Pieces
Smash Into Pieces är en svensk rockgrupp som bildades 2008. Bandet har släppt sju studioalbum och har deltagit i Melodifestivalen.

## Historia
Smash Into Pieces historia börjar år 2008 när Benjamin Jennebo (gitarr) och Isak Snow (trummor) träffades i sina fäders replokal för att jamma tillsammans. Senare samma år tillkom Chris Adam Hedman Sörbye (sång), Viktor Vidlund (bas) och Per Bergquist (gitarr) i bandet. De skrev och repade sina första låtar i garaget. Bandet spelade på lokala pubar i närheten.
Bandet deltog i Talang 2009.
I april 2013 skrev bandet skivkontrakt med Gain/Sony Music och släppte därefter sitt debutalbum ”Unbreakable”. Albumet kom på tredje plats på Svenska Rock-topplistan, och fick uppmärksamhet från media genom tv-intervjuer, radiotid och en festivalsommar. I november samma år uppträdde de för första gången live i Japan, vilket ledde till en limited edition-release av albumet "Unbreakable" genom King Records.
År 2015 släppte de sitt andra album, ”The Apocalypse DJ”, med en andraplats på Svenska Rock-topplistan och flera topp tio-placeringar på andra olika skandinaviska albumtopplistor. Disaster Highway.
Bandets stora genombrott blev år 2017 i och med den tredje albumreleasen, "Rise And Shine". På det här albumet introducerades "The Apocalypse DJ" i bandet som trummis/DJ och ersatte Isak Snow och Viktor Vidlund. Apocalypse DJ bär en ansiktsmask med lysdioder och har valt att hålla sin identitet hemlig för att fokus ska hamna på bedrifterna snarare än personen.
Med den nya uppdateringen i bandet tillkom mer electro/EDM-element i musiken, vilket gav albumet ett nytt sound.
Bandet deltog i Melodifestivalen 2023 med "Six Feet Under". I finalen, som de gick direkt till från den fjärde deltävlingen, slutade de på tredjeplats.
Med "Heroes Are Calling" deltog de även i Melodifestivalen 2024, där de gick direkt till final från den första deltävlingen. De slutade även det året på tredjeplats.

## Medlemmar
- Chris Adam Hedman Sörbye – sång
- Benjamin Jennebo – gitarr
- Per Bergquist – gitarr
- The Apocalypse DJ – trummor

### Tidigare medlemmar
- Isak Snow – trummor
- Viktor Vidlund - bas

### Bildgalleri

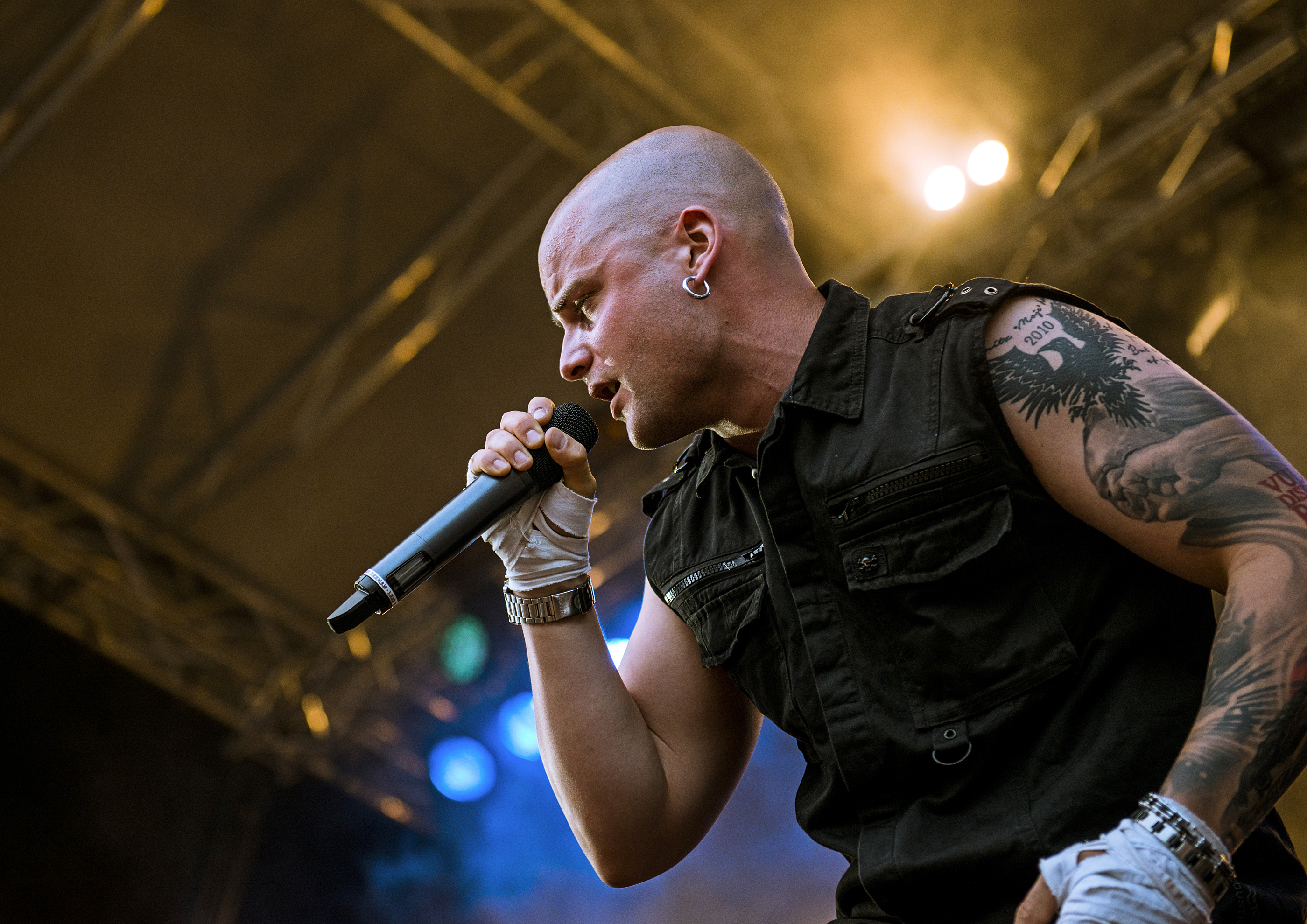
Chris Adam Hedman Sörbye
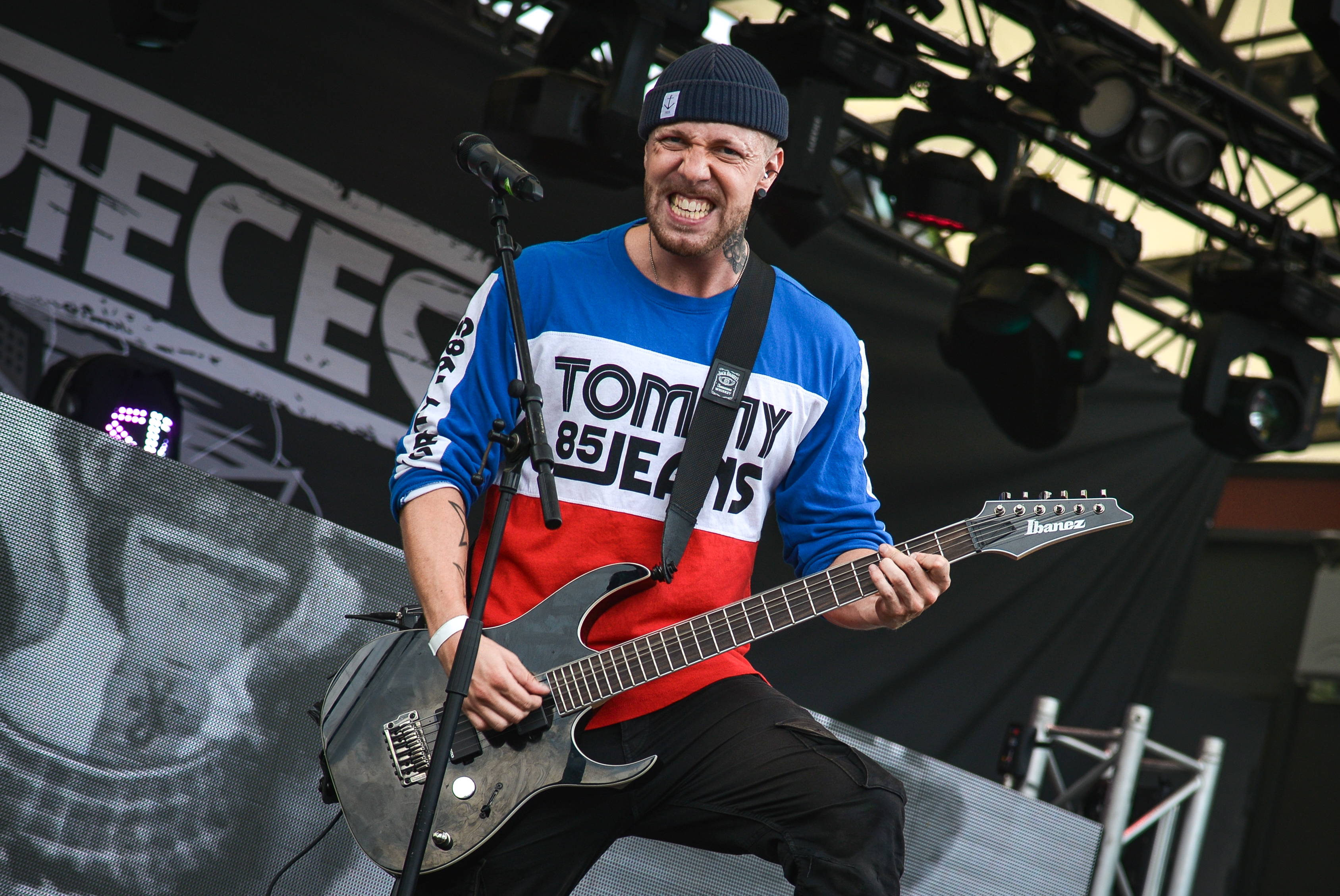
Benjamin Jennebo
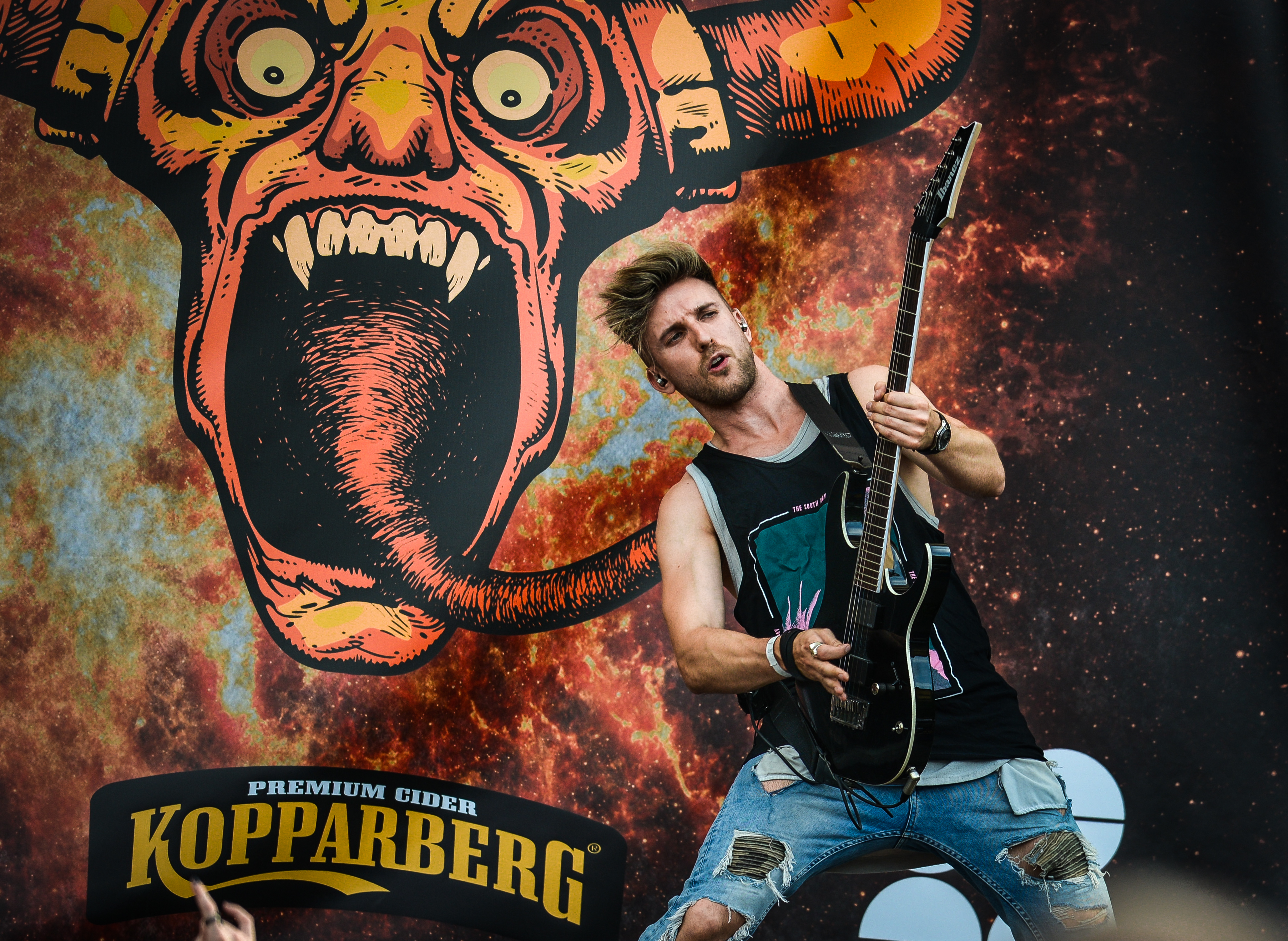
Per Bergquist
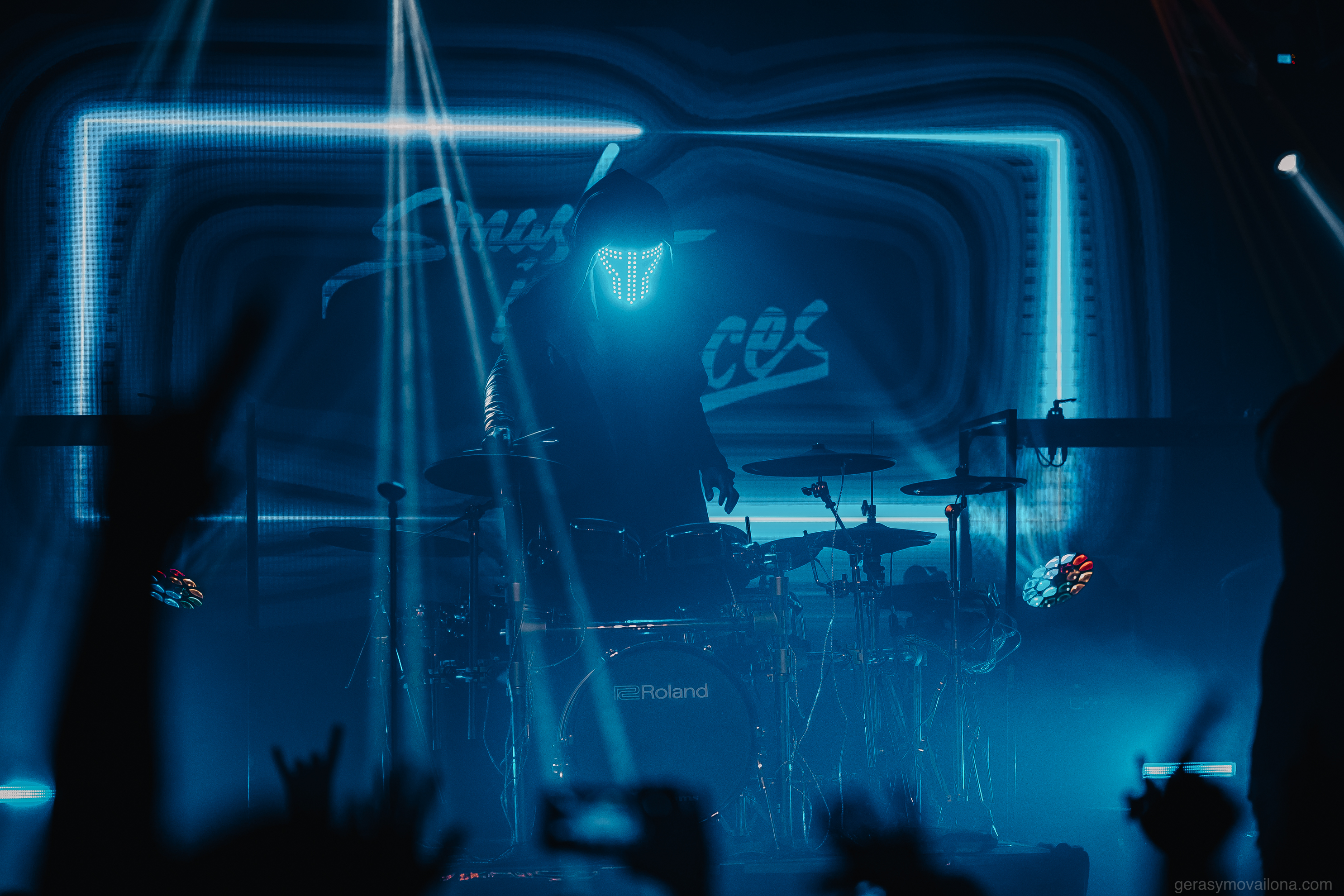
The Apocalypse DJ

## Diskografi i urval

### Album
- 2013 – Unbreakable
- 2015 – The Apocalypse DJ
- 2017 – Rise and Shine
- 2018 – Evolver
- 2020 – Arcadia
- 2021 – A New Horizon
- 2022 – Disconnect
- 2024 – Ghost Code

### Singlar
- 2012 – Colder
- 2014 – Disaster Highway
- 2015 – Checkmate
- 2016 – Merry Go Round
- 2016 – Let Me Be Your Superhero
- 2016 – Higher
- 2017 – Yolo
- 2017 – Boomerang